# Widukind (wódz saski)

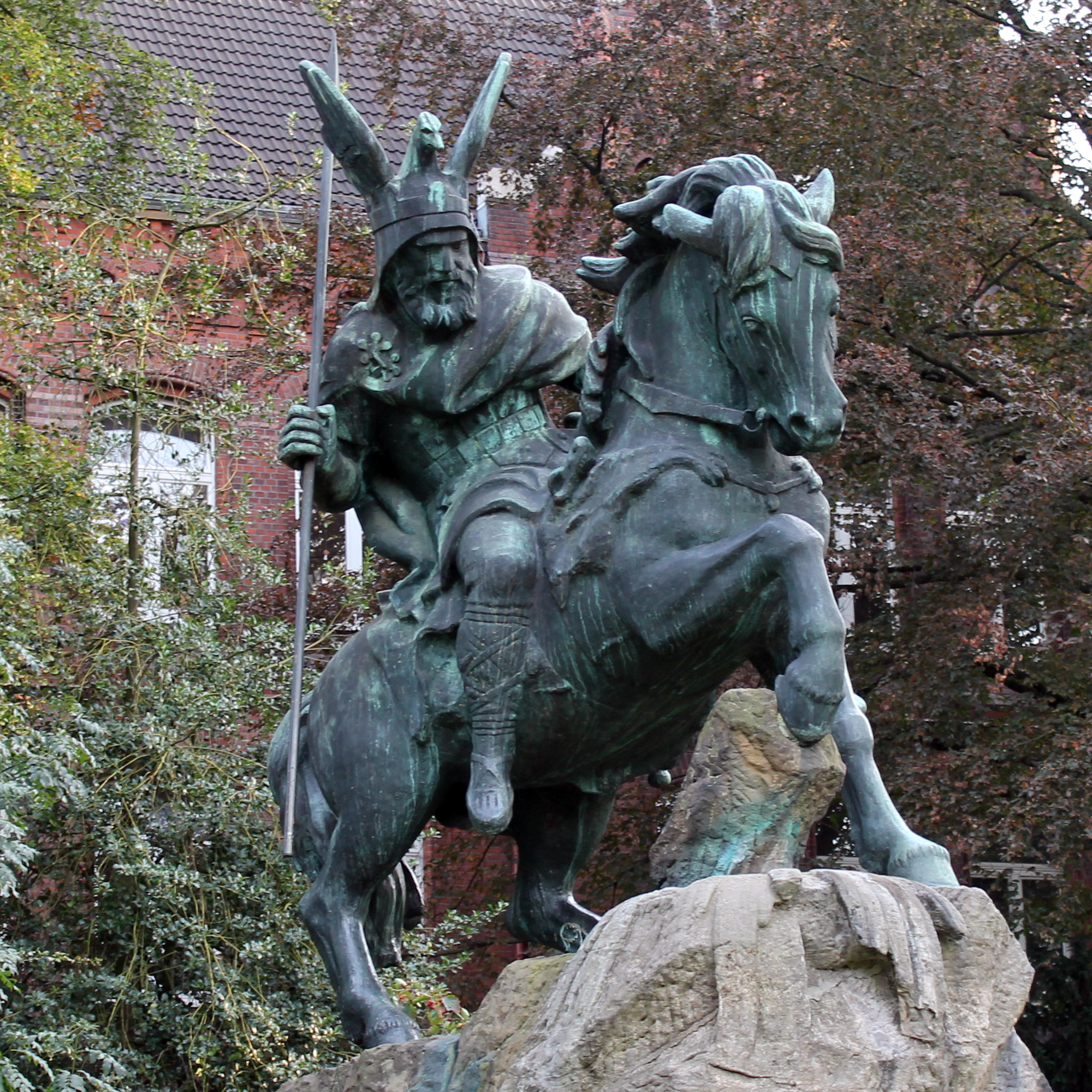
Pomnik Widukinda w Herford

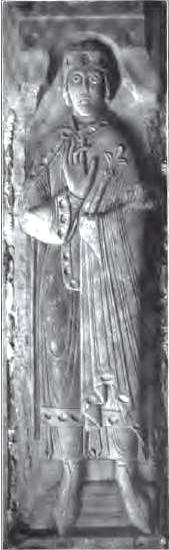
Romańskie epitafium Widukinda w kościele w Enger

Widukind – wódz Sasów w drugiej połowie VIII wieku, ich przywódca w walkach przeciwko Karolowi Wielkiemu.

## Życiorys
Widukind należał do najznaczniejszych postaci pogańskich Sasów. Po raz pierwszy wzmiankowany jest w źródłach (jako jeden z najważniejszych wśród Sasów), gdy w 777 roku po podboju Sasów przez Karola Wielkiego w przeciwieństwie do wielu swych rodaków, którzy składali hołd Karolowi w Paderborn, uszedł do Danii. Powrócił jednak w roku kolejnym i zorganizował walki Sasów przeciwko nowej władzy i narzucanej przez nią religii. Sasi plądrowali cały region środkowego Renu, zagrozili nawet Fuldzie, zostali jednak pokonani przez Franków.
W 782 roku Widukind ponownie był w Danii, podczas gdy wielu wielmożów saskich brało udział w spotkaniu z Karolem w Paderborn, ale znowu – gdy tylko Karol Wielki opuścił kraj Sasów, Widukind powrócił i wzniecił wielkie powstanie Sasów przeciwko Karolowi. Chrześcijańscy misjonarze zostali zabici lub uciekli, kraj wracał do pogaństwa. Nie znamy szczegółów działań Widukinda w tym czasie (nie wiemy, kto dowodził wojskami Sasów w bitwach 783). W 784 zawarł sojusz z Fryzami.
Ostatecznie to Frankowie zdobyli przewagę nad Sasami, a Karol Wielki zmusił Widukinda do uznania swej władzy: w 785 Widukind poddał się Karolowi i został ochrzczony w Attigny (Karol był jego ojcem chrzestnym). Odtąd brak jest w źródłach informacji o nim, m.in. nie ma śladów, by brał udział w późniejszych starciach. Niektórzy badacze przypuszczali, że został mnichem w opactwie Reichenau. Potomkinią Widukinda była Matylda, druga żona króla Niemiec Henryka I Ptasznika.

## Legenda
Widukind dość szybko stał się legendarnym bohaterem, nawet królem Sasów, pojawiał się w opowieściach także jako budowniczy kościołów i nawet święty. Na pochodzenie od niego powoływali się Billungowie i Oldenburgowie, a nawet Kapetyngowie (wspomniana wyżej Matylda była babką Hugona Kapeta). Za miejsce jego pochówku uważano Enger, gdzie znajdują się pochodzące ze średniowiecza nagrobek oraz relikwiarz Widukinda.